# 열쇠고리

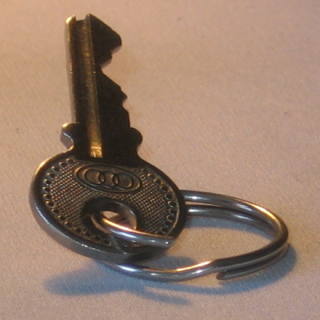
열쇠고리는 두 개의 금속 고리를 벌려 열쇠나 악세사리를 걸 수 있다.

열쇠고리 또는 영어로 키체인(영어: keychain), 키링(영어: keyring)은 열쇠나 물건 따위를 걸 수 있는 악세사리이다. 양 쪽으로 벌릴 수 있는 형태의 금속 열쇠고리는 사무엘 해리슨에 의해 발명되었다. 사무엘 해리슨은 1778년에 펜촉을 생산하는 공장을 세웠는데, 그곳에서 처음으로 열쇠고리를 생산하였다.